# Anaea beatrix
Anaea beatrix är en fjärilsart som beskrevs av Druce 1874. Anaea beatrix ingår i släktet Anaea och familjen praktfjärilar. Inga underarter finns listade i Catalogue of Life.